# Arroyomolinos (Madrid)
Arroyomolinos è un comune spagnolo di 5 541 abitanti situato nella comunità autonoma di Madrid.